# Pembroke (Massachusetts)
Pembroke é uma vila localizada no condado de Plymouth no estado estadounidense de Massachusetts. No Censo de 2010 tinha uma população de 17.837 habitantes e uma densidade populacional de 293,3 pessoas por km².

## Geografia
Pembroke encontra-se localizado nas coordenadas 42° 04′ 04″ N, 70° 48′ 21″ O. Segundo o Departamento do Censo dos Estados Unidos, Pembroke tem uma superfície total de 60.82 km², da qual 56.4 km² correspondem a terra firme e (7.25%) 4.41 km² é água.

## Demografia
Segundo o censo de 2010, tinha 17.837 pessoas residindo em Pembroke. A densidade populacional era de 293,3 hab./km². Dos 17.837 habitantes, Pembroke estava composto pelo 96.84% brancos, o 0.61% eram afroamericanos, o 0.16% eram amerindios, o 0.95% eram asiáticos, o 0.02% eram insulares do Pacífico, o 0.44% eram de outras raças e o 0.97% pertenciam a duas ou mais raças. Do total da população o 1.08% eram hispanos ou latinos de qualquer raça.